# Foz do Iguaçu (microregio)
Foz do Iguaçu is een van de 39 microregio's van de Braziliaanse deelstaat Paraná. Zij ligt in de mesoregio Oeste Paranaense en grenst aan de microregio's Capanema, Cascavel en Toledo. De microregio heeft een oppervlakte van ca. 5.580 km². In 2009 werd het inwoneraantal geschat op 488.467.
Elf gemeenten behoren tot deze microregio:
- Céu Azul
- Foz do Iguaçu
- Itaipulândia
- Matelândia
- Medianeira
- Missal
- Ramilândia
- Santa Terezinha de Itaipu
- São Miguel do Iguaçu
- Serranópolis do Iguaçu
- Vera Cruz do Oeste

Mesoregio's: Centro Ocidental Paranaense · Centro Oriental Paranaense · Centro-Sul Paranaense · Metropolitana de Curitiba · Noroeste Paranaense · Norte Central Paranaense · Norte Pioneiro Paranaense · Oeste Paranaense · Sudeste Paranaense · Sudoeste Paranaense

Microregio's: Apucarana · Assaí · Astorga · Campo Mourão · Capanema · Cascavel · Cerro Azul · Cianorte · Cornélio Procópio · Curitiba · Faxinal · Floraí · Foz do Iguaçu · Francisco Beltrão · Goioerê · Guarapuava · Ibaiti · Irati · Ivaiporã · Jacarezinho · Jaguariaíva · Lapa · Londrina · Maringá · Palmas · Paranaguá · Paranavaí · Pato Branco · Pitanga · Ponta Grossa · Porecatu · Prudentópolis · Rio Negro · São Mateus do Sul · Telêmaco Borba · Toledo · Umuarama · União da Vitória · Wenceslau Braz